# Tychius picirostris

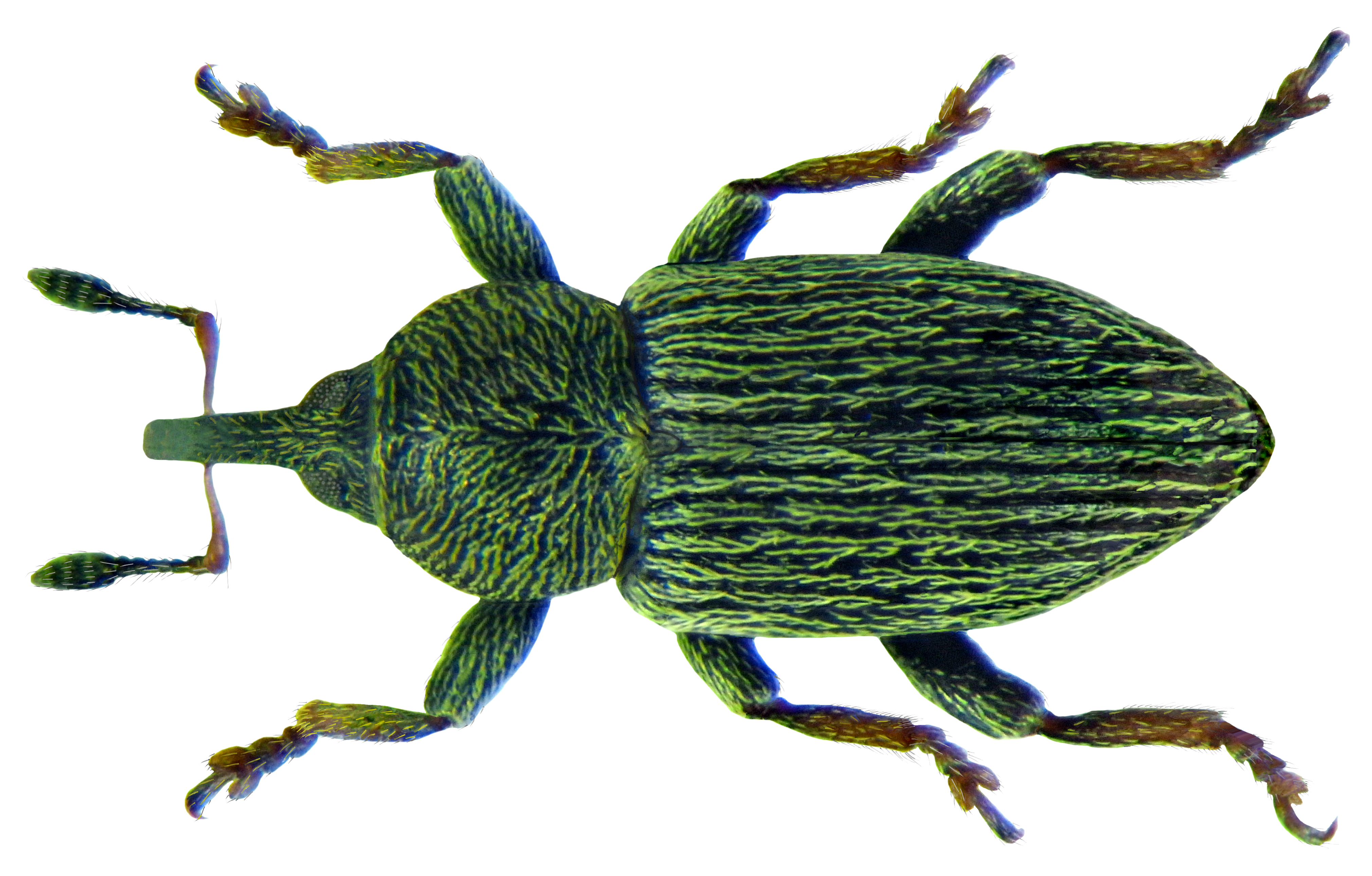
Tychius picirostris – Präparat

Tychius picirostris ist ein Käfer aus der Familie der Rüsselkäfer (Curculionidae).

## Beschreibung
Die Käfer werden 2 bis 2,3 Millimeter lang. Die Fühlergeißel besteht aus 6 Gliedern (im Gegensatz zu 7, wie bei den meisten anderen Arten der Gattung). Sie besitzen einen schlanken Rüssel. Die Farbe variiert zwischen grünlich braun und schwarz.

## Verbreitung
Die Käferart ist in Europa weit verbreitet und kommt noch in subalpinen Regionen vor. Tychius picirostris wurde in Nordamerika um das Jahr 1908 eingeschleppt und ist dort mittlerweile ebenfalls weit verbreitet.

## Lebensweise
Die Käfer sind im Frühjahr und Sommer an verschiedenen Klee-Arten (Trifolium) anzutreffen. Diese bilden die Hauptwirts- und -futterpflanzen. Die Larven entwickeln sich in deren Blütenköpfen. Diese fressen die Klee-Samen und gelten deshalb als Schädlinge.

## Gefährdung
Die Art gilt in Deutschland als ungefährdet.

## Taxonomie
In der Literatur werden folgende Synonyme verwendet:
- Neotychius picirostris